# Sự nghiệp điện ảnh của Trấn Thành
Huỳnh Trấn Thành (sinh ngày 5 tháng 2 năm 1987 tại Thành phố Hồ Chí Minh) nổi tiếng với nghệ danh Trấn Thành, là người dẫn chương trình, diễn viên hài, nhà làm phim, đạo diễn và biên kịch người Việt Nam. Trấn Thành nổi tiếng qua những bộ phim như Gia sư nữ quái, Hai Lúa, Cua lại vợ bầu, Bố già, Nhà bà Nữ, Đất rừng phương Nam, Mai, Bộ tứ báo thủ và Thỏ ơi!.

## Phim

### Phim truyền hình
| Năm  | Tựa                         | Vai             | Chú thích |
| ---- | --------------------------- | --------------- | --------- |
| 2006 | Mùi ngò gai                 | MC              |           |
| 2007 | Đời cần có nhau             | Bá              |           |
| 2009 | Cô nàng bướng bỉnh          | Hải Long        |           |
| 2009 | Ngõ vắng                    | Vũ              |           |
| 2009 | Sau ánh hào quang           | bác sĩ Vũ       |           |
| 2010 | Bước chân hoàn vũ           | MC              |           |
| 2010 | Cổng mặt trời               | Bạn của Quốc    |           |
| 2010 | Phía sau ánh bình minh      | Việt Hoàn       |           |
| 2010 | Chuyện tình mùa thu         | Bảo             |           |
| 2011 | Sự thật vô hình             | Thảo Bình       |           |
| 2011 | Một thời ta đuổi bóng       | Trí trề         |           |
| 2011 | Chuyện tình làng hoa        | Long té giếng   |           |
| 2012 | Giấc mơ cỏ may              | luật sư Gia Huy |           |
| 2012 | Khoảnh khắc tình cờ         | Lãm             |           |
| 2013 | Những thiên thần nhanh nhạy | MC Trấn Thành   |           |

### Phim điện ảnh
| Năm  | Tựa phim                       | Vai diễn        | Chú thích |
| ---- | ------------------------------ | --------------- | --------- |
| 2010 | Công chúa teen và ngũ hổ tướng | MC Trấn Thành   |           |
| 2010 | Em hiền như ma sơ              | Trần Hàn Vi     |           |
| 2012 | Gia sư nữ quái                 | Lê Thắng Trí    |           |
| 2013 | Yêu anh! Em dám không?         | Cường           | [ 1 ]     |
| 2014 | Hai Lúa                        | Ba Trơn         | [ 2 ]     |
| 2014 | Bí mật lại bị mất              | Bóp             |           |
| 2015 | Quý tử bất đắc dĩ              | Trấn Thành      |           |
| 2015 | Trùm cỏ                        | Johnny Trí Hùng |           |
| 2016 | Bệnh viện ma                   | Huỳnh Văn Thành |           |
| 2016 | Chờ em đến ngày mai            | Kevin Vũ        |           |
| 2016 | Nắng                           | Trần Thanh Lâm  |           |
| 2017 | Nắng 2                         | Trần Thanh Lâm  |           |
| 2018 | Hoán đổi                       | Ông Tám         |           |
| 2019 | Trạng Quỳnh                    | Xẩm             |           |
| 2019 | Cua lại vợ bầu                 | Hồ Trọng Thoại  | [ 3 ]     |
| 2021 | Bố già                         | Ông Ba Sang     | [ 4 ]     |
| 2023 | Nhà bà Nữ                      | Phú Nhuận       |           |
| 2023 | Đất rừng phương Nam            | Bác Ba Phi      | [ 5 ]     |
| 2024 | Mai                            | Ông Hoàng       |           |
| 2025 | Bộ tứ báo thủ                  | Cậu Mười Một    |           |
| 2026 | Thỏ ơi!                        |                 |           |

### Phim chiếu mạng
| Năm  | Tựa phim                    | Vai diễn       | Chú thích |
| ---- | --------------------------- | -------------- | --------- |
| 2013 | Những thiên thần nhanh nhạy | Trấn Thành     |           |
| 2017 | Thiên Ý                     | Bác sĩ         | Tập 9     |
| 2018 | Tui là Tư Hậu               | Tư Hậu         |           |
| 2018 | Gia đình Mén                | Trấn Thành     | Tập 9     |
| 2018 | The Call                    | nhiều nhân vật |           |
| 2020 | Bố già                      | Ông Thành      |           |
| 2020 | Kẻ săn tin                  | Alexander Xìn  | Tập 1     |
| 2021 | Tâm sắc tấm                 | Louis Trần     |           |
| 2022 | Hẻm cụt                     | Sáu Ngọt       |           |

### Phim hoạt hình
| Năm  | Tựa                              | Lồng tiếng Việt cho | Chú thích |
| ---- | -------------------------------- | ------------------- | --------- |
| 2011 | Alvin and the Chipmunks 3        | Sóc chuột Alvin     | [ 6 ]     |
| 2012 | Madagascar 3: Thần tượng châu Âu | Ngựa vằn Marty      | [ 7 ]     |
| 2013 | Kẻ trộm mặt trăng 2              | Gru                 | [ 8 ]     |
| 2013 | Turbo: Tay đua siêu tốc          | Smoove Move         | [ 9 ]     |

## Chương trình truyền hình

### Chương trình trên các đài truyền hình
| Năm                              | Chương trình truyền hình                           | Vai trò                              | Kênh                                 | Chú thích                                              |
| -------------------------------- | -------------------------------------------------- | ------------------------------------ | ------------------------------------ | ------------------------------------------------------ |
| 2006                             | Tam sao thất bản                                   | Người chơi                           | VTV3                                 |                                                        |
| 2007                             | Chào tuổi teen                                     | Người dẫn chương trình               | HTV7                                 |                                                        |
| 2008                             | Cầu vòng nghệ thuật                                | Người dẫn chương trình               | ĐNRTV                                |                                                        |
| 2009                             | Song ca cùng thần tượng                            | Người dẫn chương trình               | VTV3                                 |                                                        |
| 2010                             | 2! Idol                                            | Khách mời                            | Yeah1TV                              |                                                        |
| 2010                             | 2! Idol                                            | Người dẫn chương trình khách mời     | Yeah1TV                              | Thay thế Hoàng Phi để Hoàng Phi làm khách mời chính    |
| 2010                             | Chuyện nhỏ                                         | Người chơi                           | HTV7                                 |                                                        |
| 2011                             | Chung sức                                          | Người chơi                           | HTV7                                 |                                                        |
| 2011                             | Thử tài thách trí                                  | Người chơi                           | HTV7                                 |                                                        |
| 2011                             | Hát là vui - Vui là hát                            | Người dẫn chương trình               | HTV7                                 |                                                        |
| 2011                             | Bước nhảy xì tin                                   | Người dẫn chương trình               | TodayTV                              |                                                        |
| 2011                             | Vua hài đất Việt                                   | Người dẫn chương trình               | VTV3                                 |                                                        |
| 2011                             | Gala cười                                          | Người dẫn chương trình               | VTV3                                 |                                                        |
| 2011                             | Cặp đôi hoàn hảo                                   | Thí sinh                             | VTV3                                 |                                                        |
| 2011                             | Khách của VTV3                                     | Khách mời                            | VTV3                                 |                                                        |
| 2011                             | Hãy xem tôi diễn                                   | Người dẫn chương trình, giám khảo    | VTV9                                 |                                                        |
| 2012                             | Cứ nói đi                                          | Người dẫn chương trình với Đại Nghĩa | SCTV                                 |                                                        |
| 2012                             | Trò chơi âm nhạc                                   | Khách mời                            | VTV3                                 |                                                        |
| 2012                             | Đồ Rê Mí                                           | Giảm khảo                            | VTV3                                 |                                                        |
| 2012                             | Khoác áo mới cho tổ ấm                             | Người dẫn chương trình               | VTV3                                 |                                                        |
| 2012                             | Ai thông minh hơn học sinh lớp 5?                  | Người chơi                           | VTV3                                 |                                                        |
| 2012                             | Đọ sức âm nhạc                                     | Người chơi                           | HTV7                                 |                                                        |
| 2012                             | Đi tìm ẩn số                                       | Người chơi                           | HTV7                                 |                                                        |
| 2012                             | Một phút để chiến thắng                            | Người chơi                           | HTV7                                 |                                                        |
| 2012                             | Thử thách cùng bước nhảy (mùa 1)                   | Người dẫn chương trình               | HTV7                                 |                                                        |
| 2013                             | Chào bé yêu                                        | Người dẫn chương trình               | HTV7                                 |                                                        |
| 2013                             | Thử thách cùng bước nhảy (mùa 2)                   | Người dẫn chương trình               | HTV7                                 |                                                        |
| 2013                             | Ai hiểu mẹ nhất                                    | Người dẫn chương trình               | HTV9                                 |                                                        |
| 2013                             | Cặp đôi hoàn hảo                                   | Người dẫn chương trình               | VTV3                                 |                                                        |
| 2013                             | Giọng hát Việt nhí (mùa 1)                         | Người dẫn chương trình               | VTV3                                 |                                                        |
| 2013                             | Ai thông minh hơn học sinh lớp 5?                  | Người dẫn chương trình               | VTV3                                 |                                                        |
| 2013                             | Vì bạn xứng đáng                                   | Người dẫn chương trình               | VTV3                                 |                                                        |
| 2013                             | Tôi dám hát                                        | Giám khảo                            | YanTV                                |                                                        |
| 2014                             | Vũ điệu tuổi xanh                                  | Giám khảo                            | HTV7                                 |                                                        |
| 2014                             | Thử thách cùng bước nhảy (mùa 3)                   | Người dẫn chương trình               | HTV7                                 |                                                        |
| 2014                             | Tuyệt đỉnh tranh tài                               | Người dẫn chương trình               | HTV7                                 |                                                        |
| 2014                             | Người bí ẩn (mùa 1)                                | Người dẫn chương trình               | HTV7                                 |                                                        |
| 2014                             | Tôi tỏa sáng                                       | Người dẫn chương trình               | VTV9                                 |                                                        |
| 2014                             | Ơn giời cậu đây rồi! (mùa 1)                       | Trưởng phòng                         | VTV3                                 |                                                        |
| 2014                             | Ai dám hát                                         | Giám khảo                            | VTV3                                 |                                                        |
| 2014                             | Vì bạn xứng đáng                                   | Người dẫn chương trình               | VTV3                                 |                                                        |
| 2015                             | Vì bạn xứng đáng                                   | Người dẫn chương trình               | VTV3                                 |                                                        |
| Một trăm triệu một phút          |                                                    | Người dẫn chương trình               | VTV3                                 |                                                        |
| Bước nhảy ngàn cân (mùa 1)       | Chỉ dẫn đêm chung kết                              | Người dẫn chương trình               | VTV3                                 |                                                        |
| Thử thách cùng bước nhảy (mùa 4) | HTV7                                               | Người dẫn chương trình               |                                      |                                                        |
| Đàn ông phải thế                 | HTV7                                               | Người dẫn chương trình               |                                      |                                                        |
| Người bí ẩn (mùa 2)              | HTV7                                               | Người dẫn chương trình               |                                      |                                                        |
| Thách thức danh hài (mùa 1)      | HTV7                                               | Giám khảo                            |                                      |                                                        |
| Thách thức danh hài (mùa 2)      | HTV7                                               | Giám khảo                            |                                      |                                                        |
| Cười xuyên Việt                  | THVL1                                              | Giám khảo                            |                                      |                                                        |
| Cùng nhau tỏa sáng               | THVL1                                              | Giám khảo                            |                                      |                                                        |
| Thử thách người nổi tiếng        | THVL1                                              | Giám khảo                            |                                      |                                                        |
| Hoán đổi                         | VTV3                                               | Giám khảo                            |                                      |                                                        |
| Ơn giời cậu đây rồi (mùa 2)      | VTV3                                               | Trưởng phòng                         |                                      |                                                        |
| Song đấu                         | VTV3                                               | Người chơi                           |                                      |                                                        |
| Bí mật đêm Chủ Nhật (mùa 1)      | HTV7                                               | Người chơi                           |                                      |                                                        |
| 2016                             | HTV7                                               | Người chơi                           | Bí mật đêm Chủ Nhật (mùa 2)          |                                                        |
| 2016                             | HTV7                                               | Người chơi                           | Giọng ải giọng ai (mùa 1)            |                                                        |
| 2016                             | HTV7                                               | Biến hóa hoàn hảo                    | Giám khảo                            |                                                        |
| 2016                             | HTV7                                               | Thách thức danh hài (mùa 3)          | Giám khảo                            |                                                        |
| 2016                             | HTV7                                               | Đấu trường tiếu lâm                  | Huấn luyện viên                      |                                                        |
| 2016                             | HTV7                                               | Thử thách cùng bước nhảy (mùa 5)     | Người dẫn chương trình               |                                                        |
| 2016                             | HTV7                                               | Kỳ tài thách đấu                     | Người dẫn chương trình               |                                                        |
| 2016                             | HTV7                                               | Người bí ẩn (mùa 3)                  | Người dẫn chương trình               |                                                        |
| 2016                             | Ấn tượng VTV - Chuyển động 2016                    | VTV1                                 | Người dẫn chương trình               |                                                        |
| 2016                             | Một trăm triệu một phút                            | VTV3                                 | Người dẫn chương trình               |                                                        |
| 2016                             | Bước nhảy ngàn cân (mùa 2)                         | VTV3                                 | Người dẫn chương trình               |                                                        |
| 2016                             | Ơn giời cậu đây rồi! (mùa 3)                       | VTV3                                 | Trưởng phòng                         |                                                        |
| 2016                             | Tìm kiếm tài năng: Vietnam's Got Talent (mùa 4)    | VTV3                                 | Giám khảo                            |                                                        |
| 2017                             | Thách thức danh hài (mùa 4)                        | HTV7                                 | Giám khảo                            |                                                        |
| 2017                             | Hát mãi ước mơ (mùa 1)                             | HTV7                                 | Giám khảo                            |                                                        |
| 2017                             | Giọng ải giọng ai (mùa 2)                          | HTV7                                 | Người chơi                           |                                                        |
| 2017                             | Kỳ tài thách đấu                                   | HTV7                                 | Người dẫn chương trình               |                                                        |
| 2017                             | Gương hai chiều                                    | HTV7                                 | Người dẫn chương trình               |                                                        |
| 2017                             | Người bí ẩn (mùa 4)                                | HTV7                                 | Người dẫn chương trình               |                                                        |
| 2017                             | Một trăm triệu một phút                            | VTV3                                 | Người dẫn chương trình               |                                                        |
| 2017                             | Bước nhảy ngàn cân (mùa 3)                         | VTV3                                 | Người dẫn chương trình               |                                                        |
| 2017                             | Ơn giời cậu đây rồi! (mùa 4)                       | VTV3                                 | Người dẫn chương trình, Trưởng phòng | Dẫn chương trình tập 6                                 |
| 2018                             | Ơn giời cậu đây rồi! (mùa 5)                       | VTV3                                 | Trưởng phòng                         |                                                        |
| 2018                             | Giọng ải giọng ai (mùa 3)                          | Người chơi                           | HTV7                                 |                                                        |
| 2018                             | Thách thức danh hài (mùa 5)                        | Giám khảo                            | HTV7                                 |                                                        |
| 2018                             | Hát mãi ước mơ (mùa 2)                             | Giám khảo                            | HTV7                                 |                                                        |
| 2018                             | Giọng ca bí ẩn                                     | Người dẫn chương trình               | HTV7                                 |                                                        |
| 2018                             | Người bí ẩn (mùa 5)                                | Người dẫn chương trình               | HTV7                                 |                                                        |
| 2018                             | Đại chiến kén rể                                   | Người dẫn chương trình               | HTV7                                 |                                                        |
| 2018                             | Sao hỏa sao kim                                    | Người dẫn chương trình               | HTV7                                 |                                                        |
| 2018                             | Nhanh như chớp nhí (mùa 1)                         | Người dẫn chương trình               | HTV2                                 |                                                        |
| 2018                             | Người ấy là ai (mùa 1)                             | Người dẫn chương trình               | HTV2                                 |                                                        |
| 2019                             | Nhanh như chớp nhí (mùa 2)                         | Người dẫn chương trình               | HTV2                                 |                                                        |
| 2019                             | Người ấy là ai (mùa 2)                             | Người dẫn chương trình               | HTV2                                 |                                                        |
| 2019                             | Siêu trí tuệ Việt Nam (mùa 1)                      | Người dẫn chương trình               | HTV2                                 |                                                        |
| 2019                             | Hoa hậu Hoàn vũ Việt Nam 2019                      | Người dẫn chương trình               | VTV1                                 | Dẫn chương trình đêm chung kết                         |
| 2019                             | Tôi tuổi teen                                      | Người dẫn chương trình               | HTV7                                 |                                                        |
| 2019                             | Người bí ẩn (mùa 6)                                | Đội chủ nhà                          | HTV7                                 |                                                        |
| 2019                             | Giọng ải giọng ai (mùa 4)                          | Đội chủ nhà                          | HTV7                                 |                                                        |
| 2019                             | Thách thức danh hài (mùa 6)                        | Giám khảo                            | HTV7                                 |                                                        |
| 2019                             | Hát mãi ước mơ (mùa 3)                             | Giám khảo                            | HTV7                                 |                                                        |
| 2019                             | Ơn giời cậu đây rồi! (mùa 6)                       | Trưởng phòng                         | VTV3                                 |                                                        |
| 2020                             | Ơn giời cậu đây rồi! (mùa 7)                       | Người dẫn chương trình, Trưởng phòng | VTV3                                 | Dẫn chương trình tập 2                                 |
| 2020                             | Giọng ải giọng ai (mùa 5)                          | Đội chủ nhà                          | HTV7                                 |                                                        |
| 2020                             | Siêu tài năng nhí (mùa 1)                          | Giám khảo                            | HTV7                                 |                                                        |
| 2020                             | Nhanh như chớp nhí (mùa 3)                         | Người dẫn chương trình               | HTV2                                 | Anh Mèo Nhóc                                           |
| 2020                             | Rap Việt (mùa 1)                                   | Người dẫn chương trình               | HTV2                                 |                                                        |
| 2020                             | Siêu trí tuệ Việt Nam (mùa 2)                      | Người dẫn chương trình               | HTV2                                 |                                                        |
| 2021                             | Rap Việt (mùa 2)                                   | Người dẫn chương trình               | HTV2                                 |                                                        |
| 2021                             | Siêu tài năng nhí (mùa 2)                          | Giám khảo                            | HTV7                                 |                                                        |
| 2022                             | Siêu tài năng nhí (mùa 3)                          | Giám khảo                            | HTV7                                 |                                                        |
| 2022                             | Thách là chơi                                      | Người dẫn chương trình               | HTV7                                 |                                                        |
| 2022                             | Đây chính là nhảy đường phố - Street Dance Vietnam | Người dẫn chương trình               | HTV7                                 |                                                        |
| 2022                             | Người ấy là ai (mùa 4)                             | Người dẫn chương trình               | HTV2                                 |                                                        |
| 2022                             | Ca sĩ mặt nạ - The Masked Singer Vietnam (mùa 1)   | Thành viên chính trong ban cố vấn    | HTV2                                 | Dẫn chương trình đại nhạc hội và đêm công bố trao giải |
| 2023                             | Người ấy là ai (mùa 5)                             | Người dẫn chương trình               | HTV2                                 |                                                        |
| 2023                             | Rap Việt (mùa 3)                                   | Người dẫn chương trình               | HTV2                                 |                                                        |
| 2023                             | Ca sĩ mặt nạ - The Masked Singer Vietnam (mùa 2)   | Thành viên chính trong ban cố vấn    | HTV2                                 | Dẫn chương trình đại nhạc hội và đêm công bố trao giải |
| 2023                             | Siêu tài năng nhí (mùa 4)                          | Giám khảo                            | HTV7                                 | Giám khảo khách mời đêm chung kết                      |
| 2023                             | TikTok Awards Việt Nam                             | Người dẫn chương trình               | VTC3 , TodayTV                       |                                                        |
| 2024                             | Anh trai "Say Hi" (mùa 1)                          | Người dẫn chương trình               | HTV2                                 |                                                        |
| 2024                             | Rap Việt (mùa 4)                                   | Người dẫn chương trình               | HTV2                                 |                                                        |
| 2024                             | Bài hát của chúng ta - Our Song Vietnam            | Người dẫn chương trình               | VTV3                                 |                                                        |
| 2025                             | Em xinh "Say Hi"                                   | Người dẫn chương trình               | HTV2                                 |                                                        |
| 2025                             | Anh trai "Say Hi" (mùa 2)                          | Người dẫn chương trình               | HTV2                                 |                                                        |

### Chương trình truyền hình thực tế
| Năm  | Tựa                                     | Vai Trò                  | Kênh  | Chú Thích |
| ---- | --------------------------------------- | ------------------------ | ----- | --------- |
| 2018 | Khi đàn ông mang bầu                    | Người chơi               | VTV3  |           |
| 2019 | Running Man Vietnam - Chạy đi chờ chi   | Thành viên chính (Mùa 1) | HTV7  |           |
| 2020 | Vô lăng tình yêu                        | Chủ xị tình yêu          | HTV7  |           |
| 2023 | Let's Feast Vietnam - Hành trình kỳ thú | Người dẫn chương trình   | DANET |           |
| 2023 | TikTok Awards Việt Nam                  | Người dẫn chương trình   | VieON |           |
| 2025 | Running Man Vietnam - Chạy ngay đi      | Thành viên chính (Mùa 3) |       |           |

### Talkshow
| Năm  | Tựa                      | Vai trò                | Kênh    | Chú thích |
| ---- | ------------------------ | ---------------------- | ------- | --------- |
| 2012 | Rubic 8: Rubic chat      | Người dẫn chương trình | VTV3    |           |
| 2013 | 2! Idol                  | Người dẫn chương trình | Yeah1TV |           |
| 2015 | Bữa trưa vui vẻ          | Khách mời              | VTV6    |           |
| 2017 | Chuyện tối nay với Thành | Người dẫn chương trình | BRT     |           |
| 2017 | Sau ánh hào quang        | Người dẫn chương trình | HTV7    |           |
| 2019 | Sóng xuân 19             | Người dẫn chương trình | HTV2    |           |
| 2020 | Sóng 20                  | Người dẫn chương trình | HTV2    |           |
| 2021 | Sóng 21                  | Người dẫn chương trình | HTV2    |           |
| 2021 | Bữa trưa vui vẻ          | Khách mời              | VTV6    |           |
| 2022 | Sóng 22                  | Người dẫn chương trình | HTV2    |           |
| 2023 | Sóng 23                  | Người dẫn chương trình | HTV2    |           |
| 2024 | Sóng 24                  | Người dẫn chương trình | HTV2    |           |
| 2025 | Sóng 25                  | Người dẫn chương trình | HTV2    |           |

## Lưu diễn
- Liveshow Nhật Cường: Cười để nhớ 1 (2011)
- Liveshow Nhật Cường: Cười để nhớ 2 (2012)
- Liveshow Quang Lê: Hát trên quê hương 1 (2012)
- Paris By Night 116 - Nụ cười đầu năm (2015)
- All Star Concert Rap Việt (2021)
- All Star Concert Ca sĩ mặt nạ (2022)
- All Star Concert Rap Việt (2023)
- All Star Concert Ca sĩ mặt nạ (2023)
- Concert Anh trai "Say Hi" (2024 - 2025)
- Live Concert Sóng 25 (2025)

## Dẫn chương trình các sự kiện âm nhạc
- Zing Music Awards (2010-2019)
- MTV EXIT (2012)

## Tiểu phẩm
- Bí quyết dạy vợ
- Khách hàng là thượng đế
- Xác chết loạn nghĩa trang
- Đám rác
- Chàng rể quý
- Lò võ dỏm
- Nghệ thuật buôn bán
- Xuân yêu thương
- Giới thiệu bạn gái
- Em mơ làm nghệ sĩ
- Dạy chồng - chồng dạy
- Chồng ngoại
- Nhà báo, ăn mày
- Ma ám
- Bệnh mất ngủ
- Bệnh nan y
- Cây cầu dừa
- Cây xoài
- Osin
- Gói xôi
- Nắng có còn xuân
- Đôi bạn vui xuân
- Cơm và phở
- Chuyện tình Phèo Nở
- Thi hoa hậu
- Xã hội đen
- Thầy tào lao
- Thầy phong thủy
- Nói lái
- Về muộn
- Âm mưu
- Vợ chồng mới cưới
- Vợ chồng Tư Tốp
- Scandal
- Nổ
- Tuyển diễn viên
- Cổ động viên
- Chuyện ăn nhậu
- Xấu lạ
- Khám bệnh
- Học tàn thi lụi
- Chuyện tình thân và thở
- Khó ở
- Mộng sao
- Quán lạ
- Series hài Tài Tiếu Tuyệt
- Chuyện tình Mắm Dzố
- Làng mặt sách
- Chuyện khó lường
- Vợ chồng chơi Facebook
- Diêm Vương xử án
- Vợ chồng thằng Đậu
- Đổng Trác cưới Điêu Thuyền
- Vầng trăng khuyết
- Sui gia đại chiến (Liveshow của Hoài Linh)
- Bảo giờ còn lấy chồng
- Lọ lem thời nay
- Và một số tiểu phẩm hài, vở kịch khác